# Karauli (Staat)

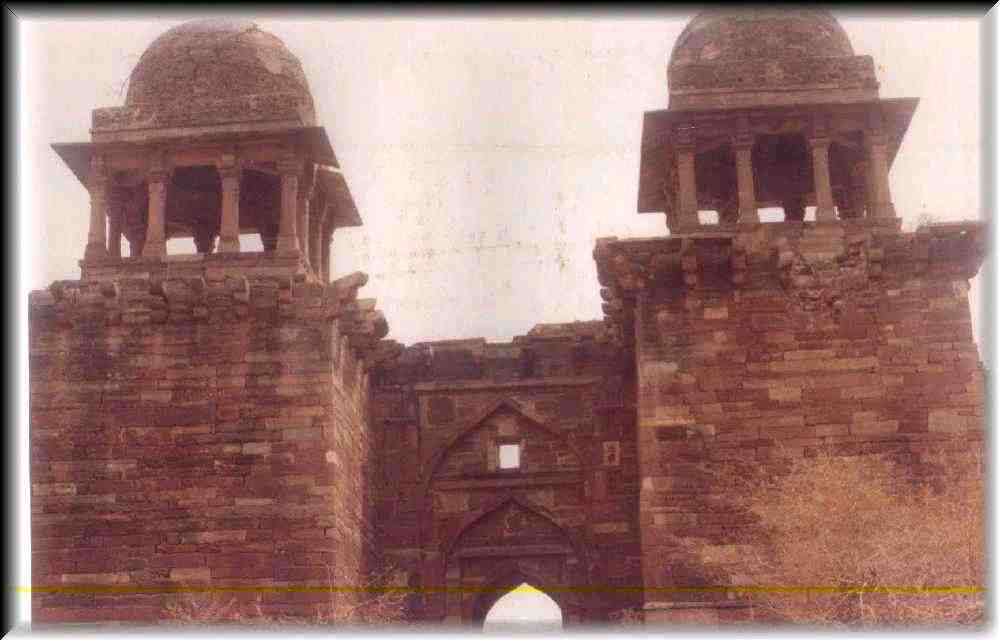
Festung Timangarh

Karauli (Hindi: करौली, Karaulī) war einer der Fürstenstaaten der Rajputen im heutigen Rajasthan (Britisch-Indien), benannt nach der gleichnamigen Hauptstadt.
Die Dynastie der Jadon leitet sich von den Fürsten von Mathura ab, einem im 10. Jahrhundert von Raja Brahm Pal gegründeten Fürstenstaat. Der 25. Maharaja von Mathura, Dharam Pal II. (1655–1674), war der erste, der in Karauli residierte. Im 18. Jahrhundert geriet Karauli unter die Oberherrschaft der Marathen, die 1817 im Frieden von Pune alle Gebiete nördlich des Narmada an die Britische Ostindien-Kompanie abtreten mussten. 1817–1947 war Karauli britisches Protektorat.
Karauli hatte 1941 eine Fläche von 3178 km² und 160.000 Einwohner. Am 17. März 1948 erfolgte der Beitritt zur Matsayas Union, am 7. April 1949 der Anschluss an Indien, am 15. Mai 1949 zu Greater Rajasthan, am 1. November 1956 die Auflösung des Fürstenstaats.